# Другой мир США
«Другой мир США» (англ. Underworld U.S.A.) — американская нео-нуаровая драма продюсера, сценариста и режиссёра Сэмюэла Фуллера, который вышел на экраны в 1961 году.
Фильм рассказывает историю Толли Девлина (Клифф Робертсон), который в 14-летнем возрасте стал свидетелем избиения до смерти своего отца, после чего посвящает свою жизнь тому, чтобы отомстить гангстерам, которые совершили это преступление.
Критики отметили схожесть картины с гангстерскими фильмами прошлого, а также необычайный уровень жестокости для своего времени. Тема мести, центральная для этой картины, была важной составляющей многих фильмов нуар, среди них «Загнанный в угол» (1946), «Отчаянный» (1947), «Напряжённость» (1949), «Красный свет» (1949), «Наваждение» (1949), «Долгая ночь» (1951), «Большая жара» (1953), «Крик о мщении» (1954) и многих других.

## Сюжет
В одном из крупных американских городов накануне Нового года 14-летний Толли Девлин (Дейвид Кент) выслеживает пьяного, который возвращается с вечеринки. Когда тот в беспамятстве падает в переулке, Толли снимает с него часы, забирает бумажник и убегает. В соседнем квартале его встречает другой парень, который бьёт Толли в глаз, выхватывает кошелёк и убегает. Расстроенный Толли приходит в бар «Элита», которым управляет Сэнди (Беатрис Кей), подружка его отца, которая коллекционирует детские куклы. Сэнди, которая воспитала Толли после смерти его матери во время родов в тюрьме, ухаживает за парнем, одновременно отчитывая его за то, что если он будет продолжать в таком же духе, то превратится в такого же мелкого преступника, как и его отец. В этот момент они видят в окно тени четырёх человек, которые в соседнем переулке избивают пятого. Когда они убегают, Сэнди выходит на улицу и видит, что жертвой нападения был отец Толли, которого преступники забили до смерти. Толли успевает разглядеть лицо одного из участвовавших в избиении, это местный бандит Вик Феррар (Питер Брокко), однако Сэнди говорит парню, чтобы он забыл о том, что он видел. Прибывшая на место преступления полиция и прокурор Джон Дрисколл (Ларри Гейтс) просит сообщить какие-либо подробности случившегося, однако Сэнди говорит, что ничего толком не видела. Толли же отвечает, что кое-что видел, но не будет ничего сообщать копам, так как не хочет быть стукачом. После смерти отца Толли отправляют в сиротский приют, откуда он вскоре сбегает. Он добирается до дома Феррара, жена которого сообщает парню, что Вик буквально накануне получил пожизненный срок, который отбывает в тюрьме. Вскоре Толли арестовывают при попытке ограбления магазина, и он попадает во взрослую тюрьму, овладевая там мастерством взломщика сейфов. Наконец, уже 27-летнего Толли (Клифф Робертсон) задерживают при попытке вскрыть сейф, после чего он получает пятилетний срок, который будет отбывать в той же тюрьме, где содержится Вик Феррар. Выяснив, что Феррар тяжело болен и постоянно лежит в тюремном изоляторе, Толли добровольно сдаёт кровь, уговаривая врача взять его к себе на работу в качестве помощника. Улучив момент, Толли остаётся один у постели умирающего Вика, убеждая того облегчить душу и назвать имена тех, кто вместе с ним забил отца до смерти. Ослабший Вик, который предчувствует свой скорый конец и хочет умереть с чистой совестью, после обещания простить его называет Толли имена других убийц — это Джила (Пол Дубов), Гюнтер (Джеральд Милтон) и Смит (Алан Грюнер). Узнав имена, Толли отбрасывает Вика и уходит, и тот вскоре умирает.
После выхода из тюрьмы 32-летний Толли приходит домой к Сэнди, которая, как выясняется, была вынуждена продать свой бар Джиле, который под прикрытием кофейни «Элита» теперь торгует там наркотиками. Вскоре Толли видит в газете информацию о том, что бывший прокурор Дрисколл, который стал советником советником отдела по борьбе с федеральными преступлениями, развернул борьбу с крупным гангстерским синдикатом во главе с Эрлом Коннорсом (Роберт Эмхардт). Как следует из газеты, ближайшими к Коннорсу людьми являются Джила, который контролирует наркоторговлю, Гюнтер, который отвечает за профсоюзы и Смит, в ведении которого находится проституция. Сэнди уговаривает Толли не ввязываться в преступные разборки и начать нормальную жизнь, однако он непреклонен, намереваясь отомстить всем, кто убил его отца. Ночью Толли направляется в кофейню «Элита», проникая внутрь через служебный вход. Он пробирается в комнату, где спрятан сейф, намереваясь вскрыть его. В этот момент за стеной он слышит, как молодой мужчина, Гас Коттахи (Ричард Раст) звонит Джиле, сообщая, что девушка по имени Каддлс (Долорес Дорн) подвела его и не принесла товар. Получив указания, парень вызывает Каддлс, отбирает у неё ключ и начинает жестоко избивать. Толли выходит из укрытия, вырубает Гаса и убегает с Каддлс, прихватив ключ. Немного придя в себя, Каддлс объясняет Толли, который выдаёт себя за копа, что её пытались заставить перевозить наркотики, но она не может этим заниматься. Она сообщает, что наркотики спрятаны в магазине спорттоваров. Толли проникает в этот магазин, находит искомую коробку из-под патронов, в который спрятаны наркотики и они уходят. Затем он прячет Каддлс дома у Сэнди, которая ухаживает за девушкой. Узнав у неё телефон Гаса, Толли звонит ему, предлагая купить «коробку с патронами» за 50 тысяч долларов. Во время встречи тем же вечером Гас и его люди разоружают Толли и доставляют его к Джиле. Толли рассказывает, что сидел в тюрьме вместе с Виком, а затем показывает свои навыки медвежатника, легко вскрывая сейф. Затем Толли как будто вспоминает, что его отец называл Джилу своим братом, после чего отдаёт ему упаковку с наркотиками, отказываясь от денег. Чтобы успокоить Джилу, Толли говорит, что по его информации, все убийцы отца в своё время сгорели а автокатастрофе. На встрече у Коннорса Джила рассказывает о случае с Виком, сообщая, что ему понравилась лояльность Толли и его криминальные навыки, после чего сообщает, что намерен взять его на работу доставщиком наркотиков с зарплатой 70 долларов в неделю.
Тем временем Дрисколл на совещании со своими подчинёнными докладывает, что синдикат Коннорса, с которым им предстоит бороться, устроен по военному образцу с чёткой иерархией, при этом каждый из криминальных боссов отвечает за свою сферу. Все доходы от нелегальной деятельности синдикат затем отмывает через легальные бизнесы, с которых исправно платит налоги. Руководит всем Эрл Коннорс, внешне мягкий и ласковый, но по сути жесткий и коварный зверь. Его штаб-квартирой является благотворительный фонд «Национальные проекты», занимающий небоскрёб в центре города. Последнее время синдикат особенно активен среди молодёжи, распространяя среди подростков наркотики и вовлекая их в занятие проституцией. По словам Дрисколла, до последнего времени у них не было улик, позволяющих изобличить деятельность синдиката, однако недавно им удалось завербовать бухгалтера фонда Мэннинга, который достал доказательства того, что фонд «Национальные проекты» платит начальнику полиции Фаулеру за содействие 5 тысяч долларов еженедельно. Вскоре Дрисколл навещает Фаулера, который под давлением улик сознаётся в связях с синдикатом, заявляя, что его шантажировали жизнью членов его семьи, после чего стреляется прямо в своём кабинете.
Толли под руководством Гаса постепенно входит в курс дела. Гас устраивает ему небольшую экскурсию по зданию «Национальных проектов», первый этаж которого превращён в фитнес-клуб с бассейном, где иногда проходят благотворительные акции, но в основном он служит как рабочий кабинет Коннорса. Затем они вместе направляются к Джиле, который поручает Гасу найти и устранить Мэннинга, а затем разобраться и с Каддлс. Когда газеты пишут о том, что начата серьёзная борьба с синдикатом, Коннорс собирает Джилу, Гюнтера и Смита, требуя от них «усилить хватку, так как в противном случае можно потерять всё». Затем он поручает созвать сходку с участием региональных представителей синдиката, которые действуют практически по всей стране. Гас находит на улице Дженни, 9-летнюю дочь Мэннинга, которую тот вместе с семьёй спрятал у своей сестры. Получив соответствующие инструкции, он на автомобиле сбивает девочку насмерть на глазах у её матери. Каддлс напивается в баре, после чего звонит Толли, назначая ему встречу в парке, во время которой проговаривается, что однажды была свидетельницей того, как Смит убил проститутку. Она об этом никому не рассказывала, так как боялась, что Гас её за это убьёт. Толли отводит Каддлс домой, где они обнимаются и целуются. Одновременно Толли выпытывает у Каддлс имя проститутки, после чего она с грустью констатирует, что он готов пожертвовать ей ради своей мести.
Толли звонит Дрисколлу, а затем приводит к нему Каддлс, которая даёт свидетельские показания о том, что Смит убил одну из проституток. Пока Коннорс проводит совещание с руководителями региональных отделений, газеты выходят с заголовками о том, что против Смита выдвинуты обвинения в убийстве хозяйки одного из борделей. Коннорс приказывает немедленно найти Каддлс и заставить её замолчать. Так как её местонахождение не известно, Толли предлагает уничтожить её показания, вскрыв сейф в офисе Дрисколла. С согласия Джилы Толли отправляется на дело один. Пробравшись в офис Дрисколла, Толли тайно встречается с ним, предлагая спровоцировать конфликт между боссами синдиката. Вместе они фабрикуют письмо Дрисколла, в котором тот пишет, что, по имеющейся информации, Гюнтер готов сдать боссов синдиката. Когда Толли доставляет письмо Коннорсу, тот приказывает немедленно вызвать Гюнтера, которого без лишних объяснений вырубают прямо в офисе, а затем вывозят за город и сжигают в автомобиле. Толли говорит Каддлс, что хочет снять ей квартиру, где они могли бы встречаться. Однако она отказывается быть содержанкой, предлагая пожениться и жить как нормальные люди, что вызывает у Толли только смех. После этого Сэнди отчитывает Толли за то, что Каддлс, может быть, его единственный шанс найти себя в этой жизни, а он пренебрегает её любовью. «Она нашла в тебе что-то хорошее, она титан, а ты карлик», — говорит ему Сэнди.
По приказу Коннорса Толли возвращает документы в сейф Дрисколла, где снова встречается с ним, предлагая по той же схеме расправиться и с Джилой. Однако Дрисколл отказывается, считая, что это будет слишком рискованно. Толли как будто соглашается с ним, однако позднее снова приходит в его офис, где печатает компрометирующую записку на Джилу, с которой отправляется к Коннорсу. Прочитав этот документ, Коннорс поручает своему телохранителю Барни (Нейл Морроу) установить за Джилой слежку. Вскоре, когда по наводке Толли Дрисколл приезжает к Джиле поговорить о сотрудничестве, эту сцену видит Барни. Хотя Джила отказывается что-либо обсуждать с властями, Коннорс делает вывод о том, что Джила пошёл с ними на сотрудничество. Толли пробирается в дом Джилы и избивает его, заявляя, что теперь отомстил всем за убитого отца. Вскоре по поручению Коннорса появляется Гас, который расстреливает Джилу сразу же, как только тот открывает входную дверь. Удовлетворённый Толли возвращается домой, делая Каддлс предложение, после чего они обнимаются и целуются. Затем Толли направляется к Дрисколлу, заявляя, что это он подставил Джилу и теперь выходит из дела, так как Коннорс его не интересует. Когда он говорит, что собирается жениться и жить нормальной жизнью, Дрисколл заявляет, что Коннорс ему этого не позволит. Действительно, вскоре Гас встречается с Толли, передавая ему револьвер и приказ Коннорса убить Мэннинга, его жену и второго ребёнка. После этого Гас говорит, что если Толли справится хорошо, то ему поручат убрать и Каддлс. Улучив момент, Толли бьёт Гаса по голове, затем грузит в автомобиль и выбрасывает его в бессознательном состоянии около полицейского участка с запиской, что при нём оружие, из которого он убил Джило. Затем Толли приезжает в фитнес-клуб, где вырубает Барни, который от неожиданности не успевает оказать сопротивления, и проходит к Коннорсу. Толли не успевает его застрелить, и между мужчинами начинается борьба за оружие. Они падают в бассейн, где Толли в итоге топит Коннорса. Выбравшись из воды, Толли собирается уходить, однако очнувшийся Барни успевает выстрелить в него. Раненый Толли выходит на улицу, где за ним наблюдают подъехавшие к зданию Сэнди и Каддлс. Толли заходит в переулок, где падает и умирает. Каддлс обнимает его, однако Сэнди уводит девушку, говоря, что ей ещё предстоит дать показания в суде против Смита, иначе гибель Толли будет напрасной.

## В ролях
- Клифф Робертсон — Толли Девлин
- Долорес Дорн — Каддлс
- Беатрис Кей — Сэнди
- Пол Дубов — Джила
- Роберт Эмхардт — Эрл Коннорс
- Ларри Гейтс — Джон Дрисколл
- Ричард Раст — Гас Коттахи
- Джеральд Милтон — Гюнтер
- Алан Грюнер — Смит
- Питер Брокко — Вик Феррар (в титрах не указан)

## Создатели фильма и исполнители главных ролей
По мнению историка кино Алена Силвера, «Сэмюэл Фуллер был режиссёром нуарового уровня, сопоставимого с Николасом Рэем, Робертом Сиодмаком и Доном Сигелом. Эти четыре человека имеют различное мировоззрение, но все они идеально вписываются в фильм нуар и создавали фильмы с использованием нуарового стиля во всех жанрах». Как отмечает Дэвид Хоган, в начале 1960-х годов Фуллер, переставший работать на крупные студии, начал делать жестокие и беспощадные триллеры в качестве независимого режиссёра. Его знаменитыми картинами этого периода были нуар о мести «Другой мир США» (1961) и гипер-чувственный «Обнажённый поцелуй» (1964), в котором «ни добрая героиня, ни красивый как с картинки городок, который она делает своим домом, не являются тем, чем кажутся».
Исполнитель главной роли Клифф Робертсон сыграл свои первые значимые кинороли в 1956 году в мелодрамах «Пикник» и «Осенние листья», однако наибольшего успеха добился уже в 1960-е годы благодаря этому фильму, а также политической драме «Самый достойный» (1965), мелодраме «Чарли» (1968), которая принесла ему «Оскар» за лучшую мужскую роль, и военной драме «Бригада дьявола» (1968).

## История создания фильма
Фильм основан на серии разоблачительных статей Джозефа Ф. Диннина, опубликованных в журнале The Saturday Evening Post в 1956 году, повествующих об организованной преступности периода сухого закона. По словам историка кино Ричарда Харланда Смита, «первоначально этот материал выбрал для себя Хамфри Богарт, однако после его смерти от рака в 1957 году, права забрал Сэм Брискин, который после смерти своего босса Гарри Кона стал главой Columbia Pictures». Независимый продюсер Рэй Старк предложил Фуллеру по имеющемуся материалу написать сценарий и поставить фильм. При работе над сценарием Фуллер также использовал книгу «Путь к преступлению» журналиста Райли Купера . Как пишет Смит, «Фуллер осовременил историю, которую он задумал как притчу об американской преступности в эпоху Эйзенхауэра».
По словам Смита, «не испугавшись цензуры руководства, Фуллер сместил акцент истории на преступного одиночку и его устремлённость к уничтожению гангстерских главарей, виновных в убийстве его отца. Брискин и боссы Columbia одобрили этот новый подход, согласившись с Фуллером, что „публика любит месть“».
В начальном эпизоде картины «Фуллер намеревался показать миловидных членов союза проституток, из голых спин которых складывалась карта США. Сразу после вступительных титров должна была идти сцена, в которой киллер засовывает в рот профсоюзному лидеру дуло револьвера, после чего раздаётся выстрел, и мозги убитого разлетаются во все стороны». Однако Сэм Брискин и другие боссы студии убрали эти сцены, посчитав их чересчур смелыми.
Как далее пишет Смит, Фуллер выбрал название фильма в память о первом гангстерском фильме, который он увидел — «Подполье» (1927) (англ. Underworld) Йозефа фон Штернберга (слово «underworld» в названии обоих фильмов можно перевести как «криминальный мир» или «преступный мир»). По слвам Смита, «названием своего фильма Фуллер отдаёт должное фильму фон Штернберга, хотя в своей работе и „взрывает клише традиционных гангстерских картин“».
Как отметили многие историки кино, фильм делался вскоре после знаменитой гангстерской сходки в городке Апалачин, штат Нью-Йорк, 14 ноября 1957 года, которая в тот период получила широкий общественный резонанс.

## Оценка фильма критикой

### Общая оценка фильма
С учётом некоторых замечаний критики восприняли фильм достаточно позитивно. Так, после выхода картины на экраны кинообозреватель Говард Томпсон написал в «Нью-Йорк Таймс», что «при всей своей жестокости, рыку, коррупции и летающему свинцу — это старомодный криминальный фильм, который утопает в крови». По мнению критика, у фильма «есть свои сильные стороны, в частности, при показе того, как Робертсон прокладывает свой путь в огромную криминальную империю, чтобы поймать убийц своего отца». Томпсон также отмечает «зловещую иронию» при показе «ловких главарей преступного мира», которые предстают как «респектабельные мужчины средних лет, занимающиеся благотворительными проектами». Как полагает критик, «хотя исход картины предсказуем, а герой Робертсона не особенно приятен или даже убедителен, режиссура Фуллера искусна и находчива, особенно в использовании крупных планов».
Как отмечает современный киновед Деннис Шварц, этот «криминальный триллер Фуллера на тему мести снят в той же стремительной и жестокой манере, в которой он снимает свои военные фильмы». По словам критика, этот «жёстокий фильм нуар показывает бесчеловечность солдат на войне с преступностью, в которой ни синдикат, ни главный герой не воспринимают происходящее, исходя из основополагающих человеческих ценностей. Их тяга к тому, чтобы одержать верх, перекрывает всё, даже любовь». ФБР же показана «как загнанная в угол организация, которая не получает никакой помощи от общественности в плане информации или желания выступить в качестве свидетелей».
По словам Смита, даже «несмотря на строгий контроль со стороны студии, фильм всё равно получился жестоким, где персонажей избивают, расстреливают, топят и сжигают живьём, а 9-летнего невинного ребёнка сбивают на улице в качестве предупреждения против доносительства». В репликах, написанных Фуллером, «открыто говорится о подростковой проституции и наркомании. „Мы не сможем остаться наверху, если ослабим хватку“ — предупреждает главарь синдиката, который скрывает свою преступную организацию за благотворительной деятельностью, одновременно поставляя наркотики школьникам».
По словам Мередит Броуди, «фильмография Фуллера содержит многочисленные военные фильмы, что находит своё отражение и в этой картине: здесь война идёт между ФБР и криминальным синдикатом, и обе стороны описываются в военных терминах. Главный герой фильма — не только солдат на этой войне, но также один из беженцев, сирота, который жаждет мести, и в конечном итоге, одна из её жертв. Как и любой, привыкший к ужасам войны, он не способен на человеческий поступок, если это не поможет достижению его цели. Так, его сексуальность диктуется потребностью в информации о его врагах, а занятие любовью с Каддлс необходимо для того, чтобы вытянуть из неё нужные сведения». Броуди также отмечает «использование Фуллером жестокого насилия для визуального воздействия на зрителя». В частности, «на протяжении большей части фильма лица как Толли, так и Каддлс покрыты синяками и бинтами», отражая тем самым то «глубокое и всеохватывающее влияние, которое насилие оказывает на их жизни. Под этим влиянием Толли неумолимо и автоматически следует своему личному плану сражения, который направлен против как криминальных, так и правоохранительных сил… Для Толли в качестве измученного воина в прямом и переносном смысле наступает конец, когда его месть совершена, и он умирает в одиночестве, в том же самом переулке, где погиб и его отец».

### Оценка актёрской игры
По словам Томпсона, несмотря на обилие актёров в ролях убийц и тех, что на них охотится, «шоу забирает себе девушка», в данном случае «это исполнительница старых баллад Беатрис Кей, которая дебютирует в драматическом кино, и делает это красиво». Играя «загрубевшую, но сердечную держательницу салуна, мисс Кей со своей искренней игрой проходит сквозь картину как нож сквозь масло». Кроме того, «Долорес Дорн привлекательна в роли страдающей от безнадёжной любви блондинки, а Ларри Гейтс и Роберт Эмхардт очень хороши по обе стороны закона».
Смит также считает, что фильм «безразмерно выигрывает от живой и убедительной игры Беатрис Кей в качестве „суррогатной матери“ Толли, для которой фетишем служит её кукла», Ричарда Раста и Долорес Дорн в роли «запутавшейся девчонки» и свидетельницы убийства, которую Толли использует, чтобы добраться до людей, виновных в смерти отца. Как далее пишет Смит, «Толли и Каддлс заслужили своё место среди великих пар обречённых любовников криминального кино… Не менее интересен и тонкий гомоэротизм, который висит в воздухе между манипулирующим Толли в исполнении Робертсона и киллером Гасом Коттахи в исполнении Раста». Двое актёров хороши в паре, вызывающей ассоциации со сложными отношениями гангстера и копа под прикрытием в таких фильмах, как «Белое каление» (1949), «Город в огне» (1987), «Бешеные псы» (1992) и «Порок на экспорт» (2007).